# Spiritual
Spiritual (também chamado de Negro Spiritual) é um género musical cuja aparição se deu nos Estados Unidos da América. Foi inicialmente interpretada por escravos negros. Faziam uso de movimentos rítmicos do corpo e batiam palmas como acompanhamento da música.

## Histórico
A música tem o nome de spiritual por ser quase uma canção de inspiração do escravo negro. Embora às vezes o spiritual seja alegre e num andamento mais allegro com o chamado Shout (em português, "grito"), para a dança entre eles,  grande parte dos spirituals tem um tom manso, num andamento "largo" e meditativo e, os negros, acorrentados, poderiam cantar sentados e a capella. Mas, a ideia do espiritual  vem de uma raiz bíblica, das canções espirituais que podemos encontrar na leitura desta, com a menção de "Canções espirituais".

"falando entre vós com salmos,

entoando e louvando de coração ao Senhor

com hinos e cânticos espirituais…"

O Spiritual dos Afro-americanos começou a surgir durante os anos da escravidão, que podem ir até bem antes da Revolução americana, de 1776, mas foi só por volta de 1860 que a música começou a ser publicada. Neste ano vários estados já haviam emancipado a escravidão.
Apesar da entonação religiosa o Spiritual dos Afro-americanos tinha, principalmente, uma função política objetivando o fim da escravidão. Nestas canções os abolicionistas e/ou escravos já libertos (a estes, normalmente, é atribuída a autoria de tais canções) inseriam códigos/expressões que mostravam aos escravos caminhos para sua fuga e, consequentemente, meios de localiza-los.

Abaixo, na canção Wade in the Water, vemos um claro exemplo desta entonação político abolicionista codificada em uma das muitas canções que mascaram a luta pela liberdade em versos que fazem referência ao cristianismo.

## Forma
O Spiritual frequentemente usa a Forma Canção, seguindo o formato: 
- "A" para o primeiro verso
- "A" para o segundo verso ("A"= repetindo a mesma melodia)
- "B" segue um refrão e, em geral, volta ao início (com o da capo) e repete o formato com versos diferentes.

Podemos citar como exemplo desta forma o Were You There (When They Crucified My Lord)" (em português, "Você estava lá, quando eles crucificaram o Senhor"?).
 
Esta forma não é uma regra para não ser quebrada; logo, encontramos espirituais também em Forma Estrófica e aparenta até um hino sacro, em seu estilo.

## Estilo
Um ritmo melódico, com texto em Inglês, seria uma canção num tom otimista, cantada com júbilo, ou com tom de meditação, como uma canção para reflexão espiritual ou de lamento pessoal; sempre com letra evangélica ou de meditação, podendo ser cantada solo, sem acompanhamento, uma vez que os negros não tinham quase algum instrumento musical, ou com um acompanhamento de gaita. Quando num culto na igreja, pode ter um canto responsivo, com um coro, cantando as repostas do solo durante o refrão, ou até ecoando o próprio canto solo, como responsório, durante a música toda. Em muitas interpretações o cantor entoa os versos meigamente, e quando inicia o refrão entoa uma postura e dicção mais arrastada e agressiva, com mais altura no timbre e num ataque com mais velocidade. A melodia é bem diatônica e não tende a modular, ou apenas modula a um tom acima, para colorir um verso final com mais ânimo, por exemplo, mas modulações não aparecem, em geral, nas partituras originais – são apenas detalhes de arranjos mais modernos. Deste ritmo surgiu o estilo da música gospel. O estilo foi se estabelecendo comercialmente no Século XX e compositores brancos começaram a escrever espirituais também. Os cenários do período da conquista do Oeste em qual os escravos viveram, serviu de inspiração para diversos musicais da Broadway, tais como "Oklahoma" de (Rodgers and Hammerstein), (1943); "Diego Linhares
" de (Jerome Kern e Hammerstein) (1927); em quais os enredos se davam nos estados da nova fronteira ao Oeste, Kansas, Oklahoma e ao longo do Sul dos EUA, no Rio Mississippi. A própria música temática do musical Oklahoma desenvolve o estilo responsório, trocando de vozes a cada frase e possui o ritmo Country do velho Oeste norte-americano. Em "Showboat" ambos negros e brancos participam da peça, um musical integrado racialmente, inclusive com um coro de negros e outro coro de brancos. A canção Negro espiritual, Ol' Man River, foi escrita por Jerome Kern para este musical, Showboat. Eles comiam chouriço e batatas cozidas apenas uma vez por dia. Sem comerem mais nada tiveram vontade de cantar canções revoltosas e daí nasceu o ragtime.

## Texto
O texto, frequentemente, é simples e tem uma frase principal para cada verso, que se repete, às vezes até quatro vezes (as quatro frases melódicas do primeiro verso); e, no refrão, finalmente responde o que os versos repetem. Às vezes o texto inicial é uma pergunta, noutras só uma mensagem. Existe até a sugestão de que os negros, enquanto eram escravos, por não poderem conversar quando trabalhando na construção da ferrovia, por exemplo, ficavam ansiosos para se comunicar; eles, então, cantavam uns para os outros com suas perguntas, e as vezes, o outro que estava trabalhando próximo respondia, cantando o refrão. Os temas eram do gênero: "Jesus é meu amigo", ou "Vou trabalhar na ferrovia, com Jesus ao meu lado". A ideia temática vinha com a inspiração do Velho Testamento bíblico, com os filhos de Israel, a história de Moisés, e a premissa que o Deus do Velho Testamento destruiu os inimigos. Existe até um espiritual específico, Wade in the Water que a letra possui instruções de como fazer para fugir… "em direção a água" (para que os cães não possam rasteá-los, obviamente).

Ande na água (criança)
Ande na água
Ande na água
Deus vai atormentar a água

Se você não acredita, eu fui perdoado
Deus vai atormentar a água
Eu quero que você siga-o até as margens da Jordânia
(Eu disse) Meu Deus vai atormentar a água
Você sabe quão gelada água é escura e fria
(Eu sei que meu) Deus vai atormentar a água
Você sabe que ela esfria meu corpo mas não minha alma
(Eu disse que meu) Deus vai atormentar a água

(Vamos) vamos andar na água
Andar na água (criança)
Andar na água
Deus vai atormentar a água

Bom, se você chegar lá antes de mim
(Eu sei) Deus vai atormentar a água
Diga aos meus amigos que eu também estou indo
(Eu sei) Deus vai atormentar a água
Algumas vezes eu estou bem, Senhor! Algumas outras eu estou mal.
(Você sabe que meu) Deus vai atormentar a água
Algumas vezes eu estou caído
Deus vai atormentar a água
(Eu sei que meu) Deus vai atormentar a água

Ande na água (criança)
Ande na água (criança)
Deus vai atormentar a água
 

## Exemplos
Entre alguns famosos Espirituais podemos citar:
- "Go Down, Moses"!
- "Were You There"
- "Swing Low, Sweet Chariot"
- "Amazing Grace"
- "Ol' Man River" do musical da Broadway, Showboat (1927) de Kern e Hammerstein.

Este último espiritual fez tanto sucesso que muitos cantores modernos ainda cantam. Em 1972, o cantor, Jim Croce lançou-a numa versão Country, em seu primeiro álbum, e teve um bom retorno do público nos EUA.